# Автошлях Н 19
Автошлях Н 19 — автомобільний шлях національного значення на території України, Ялта — Севастополь. Проходить територією АРК та міста Севастополь.
Починається в Ялті, проходить через Лівадію, Алупку, Кореїз, Сімеїз, Форос, Балаклаву та закінчується в місті Севастополь. Частина Південнобережного шосе, що сполучає Сімферополь, Алушту, Ялту та Севастополь.

## Загальна довжина
Ялта — Севастополь — 80,7 км.